# Бабна Брда
Бабна Брда (словен. Babna Brda) је насељено место у општини Шмарје при Јелшах, Савињска регија, Словенија.

## Историја
До територијалне реорганизације у Словенији била су у саставу старе општине Шмарје при Јелшах.

## Становништво
У попису становништва из 2011. године, Бабна Брда је имала 136 становника.
| Број становника према пописима | Број становника према пописима | Број становника према пописима |
| ------------------------------ | ------------------------------ | ------------------------------ |
| 1991                           | 2002                           | 2011                           |
| 142                            | 140                            | 136                            |